# Антоні Матеус дус Сантус
Антоні Матеус дус Сантус (порт. Antony Matheus dos Santo; нар. 24 лютого 2000, Озаску, Бразилія) — бразильський футболіст, нападник клубу «Реал Бетіс» та збірної Бразилії. Олімпійський чемпіон Токіо 2020. Best player

## Клубна кар'єра
Вихованець Сан-Паулу. Антоні почав тренуватися у футбольній академії клубу в 2010 році. У 2018 році в складі команди «Сан-Паулу» виграв товариський турнір Джей-ліги в Японії для гравців до 17 років і був визнаний найкращим гравцем турніру.
26 вересня 2018 року Антоні був переведений до першої команди клубу. Тоді ж він підписав професійний контракт з «Сан-Паулу» до 2023 року. 15 листопада 2018 року він дебютував в основному складі «триколірних», вийшовши на заміну в матчі чемпіонату Бразилії проти «Греміо».
13 лютого 2019 року Антоніо дебютував в Кубку Лібертадорес, вийшовши на заміну в кінцівці матчу проти аргентинського «Тальєреса».
23 лютого 2020 року стало відомо, що 1 липня 2020 року Антоніо перейде до амстердамського «Аякса» за 15 млн євро, з яким бразилець підписав 5-річний контракт.
30 серпня 2022 року Манчестер Юнайтед викупив контракт гравця за рекордні для Ередивізі кошти - 81.3 млн євро з можливими бонусами до 4.27 млн. 31 серпня була підписана п'ятирічна угода. 30 січня 2025 року Антоні на правах оренди перейшов у «Реал Бетіс» до 30 липня 2025 року. Дебютував в Ла-Лізі в стартовому складі матчу «Реал Бетісу» проти «Атлетік Більбао», та пішов з поля на 72 хвилині матчу.

## Кар'єра в збірній
З командою до 23 років у 2019 році виграв Турнір в Тулоні, а наступного року брав участь у Передолімпійському турнірі КОНМЕБОЛ, де бразильці зайняли друге місце і кваліфікувались на Олімпійські ігри 2020 року в Японії.

## Статистика кар'єри

### Статистика клубних виступів
| Сезон                 | Команда               | Чемпіонат             | Чемпіонат | Чемпіонат | Кубок країни | Кубок країни | Кубок країни | Континентальні кубки | Континентальні кубки | Континентальні кубки | Інші змагання | Інші змагання | Інші змагання | Усього | Усього |
| Сезон                 | Команда               | Ліга                  | Ігор      | Голів     | Ліга         | Ігор         | Голів        | Ліга                 | Ігор                 | Голів                | Ліга          | Ігор          | Голів         | Ігор   | Голів  |
| --------------------- | --------------------- | --------------------- | --------- | --------- | ------------ | ------------ | ------------ | -------------------- | -------------------- | -------------------- | ------------- | ------------- | ------------- | ------ | ------ |
| 2018                  | Сан-Паулу             | ЛП+СА                 | 3+0       | 0+0       | КБ           | 0            | 0            |                      | -                    | -                    |               | -             | -             | 3      | 0      |
| 2019                  | Сан-Паулу             | ЛП+СА                 | 14+29     | 2+4       | КБ           | 1            | 0            | КЛ                   | 2                    | 0                    |               | -             | -             | 46     | 6      |
| 2020                  | Сан-Паулу             | ЛП+СА                 | 2+0       | 0+0       | КБ           | 0            | 0            | КЛ                   | 0                    | 0                    |               | -             | -             | 2      | 0      |
| Всього за «Сан-Паулу» | Всього за «Сан-Паулу» | Всього за «Сан-Паулу» | 48        | 6         |              | 1            | 0            |                      | 2                    | 0                    |               | -             | -             | 51     | 6      |
| 2020-21               | «Аякс»                | ЕР                    | 32        | 9         | КН           | 4            | 0            | ЛЧ+ЛЄ                | 4+6                  | 1+0                  | —             | —             | —             | 46     | 10     |
| 2021-22               | «Аякс»                | ЕР                    | 23        | 8         | КН           | 3            | 2            | ЛЧ                   | 7                    | 2                    | СКН           | 0             | 0             | 33     | 12     |
| 2022-23               | «Аякс»                | ЕР                    | 2         | 1         | КН           | 0            | 0            | ЛЧ                   | 0                    | 0                    | СКН           | 1             | 1             | 3      | 2      |
| Всього за «Аякс»      | Всього за «Аякс»      | Всього за «Аякс»      | 57        | 18        | —            | 7            | 2            | —                    | 17                   | 3                    | —             | 1             | 1             | 82     | 24     |
| Всього за кар'єру     | Всього за кар'єру     | Всього за кар'єру     | 105       | 24        | —            | 8            | 2            | —                    | 19                   | 3                    | —             | 1             | 1             | 133    | 30     |

### Статистика виступів за збірну
| Дата       | Місто          | Господарі | Результат               | Гості     | Турнір                  | Голи | Примітки |
| ---------- | -------------- | --------- | ----------------------- | --------- | ----------------------- | ---- | -------- |
| 7-10-2021  | Каракас        | Венесуела | 1 – 3                   | Бразилія  | Відбір до ЧС 2022       | 1    | 77'      |
| 10-10-2021 | Барранкілья    | Колумбія  | 0 – 0                   | Бразилія  | Відбір до ЧС 2022       | -    | 72'      |
| 14-10-2021 | Манаус         | Бразилія  | 4 – 1                   | Уругвай   | Відбір до ЧС 2022       | -    | 61'      |
| 11-11-2021 | Сан-Паулу      | Бразилія  | 1 – 0                   | Колумбія  | Відбір до ЧС 2022       | -    | 46'      |
| 17-11-2021 | Сан-Хуан       | Аргентина | 0 – 0                   | Бразилія  | Відбір до ЧС 2022       | -    | 69' 76'  |
| 27-1-2022  | Кіто           | Еквадор   | 1 – 1                   | Бразилія  | Відбір до ЧС 2022       | -    | 63'      |
| 1-2-2022   | Белу-Оризонті  | Бразилія  | 4 – 0                   | Парагвай  | Відбір до ЧС 2022       | 1    | 61'      |
| 24-3-2022  | Ріо-де-Жанейро | Бразилія  | 4 – 0                   | Чилі      | Відбір до ЧС 2022       | -    | 75'      |
| 29-3-2022  | Ла-Пас         | Болівія   | 0 – 4                   | Бразилія  | Відбір до ЧС 2022       | -    |          |
| 23-9-2022  | Гавр           | Бразилія  | 3 – 0                   | Гана      | товариський матч        | -    | 63'      |
| 27-9-2022  | Париж          | Бразилія  | 5 – 1                   | Туніс     | товариський матч        | -    | 65'      |
| 24-11-2022 | Лусаїл         | Бразилія  | 2 – 0                   | Сербія    | ЧС 2022 - груповий етап | -    | 80'      |
| 28-11-2022 | Доха           | Бразилія  | 1 – 0                   | Швейцарія | ЧС 2022 - груповий етап | -    | 73'      |
| 2-12-2022  | Лусаїл         | Камерун   | 1 – 0                   | Бразилія  | ЧС 2022 - груповий етап | -    | 79'      |
| 9-12-2022  | Ер-Раян        | Хорватія  | 1 – 1 д.ч. (4 – 2 п.п.) | Бразилія  | ЧС 2022 - чвертьфінал   | -    | 56'      |
| 25-3-2023  | Танжер         | Марокко   | 2 – 1                   | Бразилія  | товариський матч        | -    | 64'      |
| Усього     |                | Матчів    | 16                      |           | Голів                   | 2    |          |

## Титули і досягнення
- Олімпійський чемпіон (1): 2020
- Чемпіон Нідерландів (2):

«Аякс»: 2020-21, 2021-22
- Володар Кубка Нідерландів (1):

«Аякс»: 2020-21
- Володар Кубка Футбольної ліги (1):

«Манчестер Юнайтед»: 2023
- Володар Кубка Англії (1):

«Манчестер Юнайтед»: 2023-24